# Judy Chu
Judy May Chu (nasceu a 7 de julho de 1953) é uma política americana servindo como representante dos Estados Unidos, pelo 27º distrito congressional da Califórnia desde 2013. Membro do Partido Democrata, ela ocupa uma cadeira no Congresso desde 2009, representando o 32º distrito congressional da Califórnia até ao redistritamento. Chu é a primeira mulher chinês-americana eleita para o Congresso dos Estados Unidos.
Chu foi eleita para o Conselho de Equalização da Califórnia de 2007 a 2009, representando o 4º distrito. Ela já havia servido no Conselho de Educação do Distrito Escolar Unificado Garvey, Monterey Park City Council (com cinco mandatos como prefeito) e na Assembleia do Estado da Califórnia. Chu concorreu na eleição especial do 32º distrito congressional para o assento que foi vago por Hilda Solis depois que ela foi confirmada como secretária do trabalho do presidente Obama em 2009. Ela derrotou o candidato republicano Betty Tom Chu e o Libertário Christopher Agrella numa eleição de segundo turno a 14 de julho de 2009.

## Infância e juventude
Chu nasceu em 1953 em Los Angeles. O pai de Chu, Judson Chu, era um veterano da Segunda Guerra Mundial nascido na Califórnia, e a mãe de Chu, May, era uma noiva de guerra originária de Jiangmen, Guangdong. Chu cresceu em Los Angeles, perto da rua 62 e da Avenida da Normandia, até os seus primeiros anos de adolescência, quando a família se mudou para Bay Area.

## Educação
Em 1974, Chu obteve um diploma de bacharelado em matemática pela UCLA. Em 1979, Chu obteve um Ph.D. licenciatura em psicologia da California School of Professional Psychology de Alliant International University 's Los Angeles campus.

## Carreira

### Academia
Ela ensinou psicologia no Los Angeles Community College District por 20 anos, incluindo 13 anos no East Los Angeles College.

### Política local
Em 1988, Chu foi eleita para o conselho municipal de Monterey Park, Califórnia. Em 1989, Chu tornou-se prefeita de Monterey Park e serviu de 1991 até 1994. Chu ocupou a prefeitura por três mandatos.
Chu foi eleita para a Assembleia do Estado da Califórnia a 15 de maio de 2001, após uma eleição especial depois que Romero foi eleito para o Senado Estadual. Ela foi eleita para um mandato completo em 2002 e reeleita em 2004. O distrito inclui Alhambra, El Monte, Duarte, Monterey Park, Rosemead, San Gabriel, San Marino e South El Monte, no condado de Los Angeles.

## Câmara dos Representantes dos Estados Unidos

### 2009

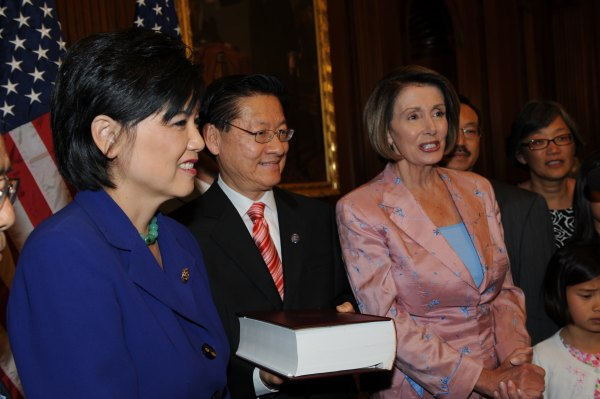
Chu e o seu marido Mike Eng, com Nancy Pelosi, na cerimônia de posse de Chu na Câmara dos Representantes dos Estados Unidos.

Chu decidiu concorrer à eleição especial de 2009 para o 32º distrito congressional da Califórnia, depois que a congressista Hilda Solis foi nomeada para tornar-se a secretária do trabalho do presidente Barack Obama. Chu liderou o campo na eleição especial de 19 de maio. No entanto, devido à natureza aglomerada das primárias (oito democratas e quatro republicanos entraram com o processo), ela obteve apenas 32% dos votos, bem abaixo dos 50% de votos necessários para vencer imediatamente. No segundo turno, ela derrotou a republicana Betty Chu (sua prima e vereadora de Monterey Park) por 62% -33%.

### 2010
Chu foi fortemente favorecida devido à forte inclinação democrata do distrito e com um índice de votação partidária elevada, pois é um dos distritos democratas mais seguros do país. Ela ganhou a reeleição para seu primeiro mandato completo com 71% dos votos.

### 2012
Em agosto de 2011, Chu decidiu concorrer no recém-redesenhado 27º distrito congressional da Califórnia. O distrito tem a segunda maior percentagem de asiático-americanos no estado com 37%, atrás do recém-redesenhado 17º distrito congressional, que é 50% asiático. Os democratas registrados constituem 42% do distrito. Obama venceu o distrito com 63% nas eleições presidenciais de 2008. Jerry Brown venceu com 55% na eleição para governador de 2010. A representante Chu ganhou a reeleição ao derrotar o republicano Jack Orswell por 64% a 36%.

### 2014
Chu ganhou a reeleição sobre o republicano Jack Orswell por uma margem de 61% a 39%.

### 2016
Chu ganhou a reeleição sobre o republicano Jack Orswell por uma margem de 67,4% a 32,6%.

### 2018
Chu ganhou a reeleição sobre o colega democrata Bryan Witt por uma margem de 79,2% a 20,8%, num dos poucos distritos da Califórnia que apresentavam apenas democratas na  sua votação a meio do mandato.